# Jean Yoyotte

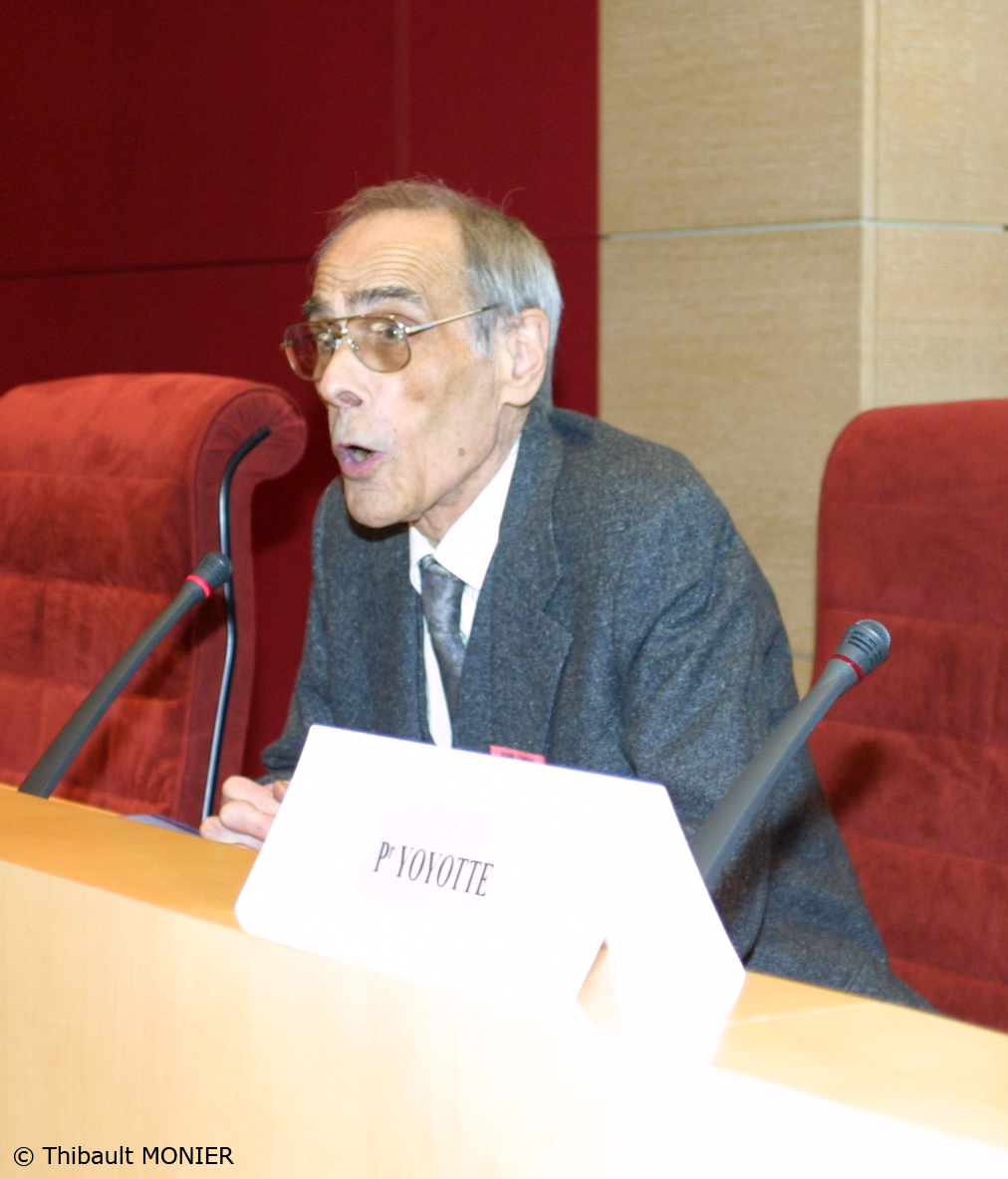
Jean Yoyotte 2003 in Paris

Jean Max Joseph Yoyotte (* 4. August 1927 in Lyon; † 1. Juli 2009 in Paris) war ein französischer Ägyptologe. Er hatte von 1964 bis 1991 den Lehrstuhl für Religionen des Alten Ägypten an der École pratique des hautes études (EPHE) und anschließend bis 1997 den Lehrstuhl für Ägyptologie am Collège de France inne.

## Werdegang
Während seiner Schulzeit am Lycée Henri IV schloss er Freundschaft mit Serge Sauneron, dem späteren Direktor des Institut français d’archéologie orientale. Gemeinsam halfen sie Pierre Montet bei der Registrierung von Ausgrabungsdatenblättern aus Tanis im Nildelta. Bereits mit 15 Jahren besuchte er bei Jacques Vandier einen Kurs an der École du Louvre. Mit 16 Jahren wurde er Schüler an der École pratique des hautes études bei Georges Posener. Nachdem er 1947 an der Universität Paris (Sorbonne) das certificat d’études supérieures in Geschichte erhalten hatte, forschte er von 1948 bis 1952 am Centre national de la recherche scientifique (CNRS). Mit einer Arbeit über Das Kommando und die militärische Organisation von Expeditionen nach außen im Alten Ägyptischen Reich, betreut von Posener, erhielt er 1951 das Diplom der historisch-philologischen Sektion der EPHE. Im Jahr darauf schloss er das Diplôme d’études supérieures (DES) ab, Thema seiner Abschlussarbeit war die religiöse Geographie des westlichen Nildeltas.
Die Jahre 1952 bis 1957 verbrachte er am Institut français d’archéologie orientale in Kairo. Von 1957 bis 1964 war er erneut wissenschaftlicher Mitarbeiter beim CNRS. 1964 wurde er zum directeur d’études (entspricht einem Professor) für altägyptische Religion in der religionswissenschaftlichen (V.) Sektion der École pratique des hautes études ernannt. Zwischen 1965 und 1985 leitete er die französischen Ausgrabungen in Tanis im östlichen Nildelta. 1987 organisierte er eine große Ausstellung zu den Ausgrabungen in Tanis im Grand Palais in Paris. 1991 wurde er auf den Lehrstuhl für Ägyptologie am Collège de France berufen, den er bis zu seinem Rücktritt 1997 innehatte.

## Bedeutung
Eines der bemerkenswertesten Ergebnisse seiner Laufbahn erzielte Yoyotte in den Jahren 1969 bis 1976, als das bis dahin von ihm untersuchte Grabungsgelände in Tanis durch die ägyptischen Behörden gesperrt worden war. In dieser Zeit war an eine Wiederaufnahme der dortigen Grabungsarbeiten nicht zu denken. Daher hatte sich Yoyotte nach Luxor begeben und erforschte einen Priesterstammbaum, dessen Genealogie in der Zeit Takelot III. (764–757 v. Chr.) in das Dach des Chons-Tempels zu Karnak gesetzt worden war. Diese Priesterannalen waren zwar bereits lange Zeit zuvor durch Lepsius entdeckt worden, doch Ernst Weidenbach konnte diese Inschrift schon damals nur mit Mühe lesen und zeichnete ihren Text nur sehr lückenhaft ab. Erst als sich Georges Daressy während seines Aufenthaltes in Luxor dieser Inschrift widmete und einen Abklatsch auf Papier anfertigte, konnte der Text dieser Annalen gehoben und ihr Inhalt in wesentlichen Zügen publiziert werden. Im Mittelpunkt des Interesses stand seither die in dieser Inschrift genannte „königliche Mutter Mehetenweskhet“ und „ihr Sohn Osorkon“ der Ältere.
Auch Flinders Petrie hatte sich daraufhin nach Karnak begeben und bestätigte seinerzeit die Lesart von Daressy, wonach dieser bislang unbekannte Pharao Osorkon der Ältere ein Sohn der königlichen Mutter Mehetenweskhet und Zeitgenosse des Mencheperre (1045–992 v. Chr.) gewesen sei und damit also der XXI. Dynastie angehörte. Dieser nahm zudem an, dass die memphitische Pasenhor-Stele in Hinblick auf diesen Pharao insofern fehlerhaft sei, als sie ihn nicht als Sohn der Mehetenweshkhet nennt, sondern erst zwei Generationen später verzeichnet. Breasted folgte ihm darin und nahm mit Flinders Petrie an, dass die Pasenhor-Stele in Bezug auf Osorkon, den Sohn der königlichen Mutter Mehetenweskhet, fehlerhaft sein dürfte. Doch obwohl sich die führenden Ägyptologen jener Zeit für eine Anerkennung Osorkon des Älteren als ein Pharao der 21. Dynastie aussprachen, wurde dies andernorts mit der Begründung verworfen, dass es sich bei dem in den Priesterannalen zu Karnak genannten Pharao in Wirklichkeit um Psusennes I., oder aber eine wenig bekannte Schreibung Osorkon I. handeln würde. Erst als Eric Young 1963 feststellte, dass es sich bei dem im Priesterstammbaum genannten Sohn der Mehetenweskhet nicht um den Pharao Psusennes I. handeln könne, weil dieser einen anderen Thronnamen gehabt habe, war die langjährige Ablehnung eines in der 21. Dynastie regierenden Pharaos mit Namen Osorkon obsolet geworden.
Als Jean Yoyotte im Jahre 1969 nicht gestattet wurde, das Grabungsgelände in Tanis zu betreten, entschloss er sich, nach Luxor zu reisen und die offene Frage der Identität Osorkon des Älteren zu klären. Yoyotte wies nach, dass Osorkon der Ältere als Sohn der königlichen Mutter Mehetenweskhet der Nachfolger des Pharao Amenemope (996–985 v. Chr.) und Vorgänger des Siamun (978–959 v. Chr.) gewesen sein wird. Dieser Befund wurde zunächst einmal von Kitchen, sowie dann von Bonhême, Kruchten und Jansen-Winkeln anerkannt und inhaltlich näher ausgeführt. Daher gelang Yoyotte mit Osorkon dem Älteren der signifikante Nachweis eines vergessenen Pharaonen der 21. Dynastie. Krauss datiert die Herrschaftszeit Osorkon des Älteren in die Jahre 992-987 vor Christi und Ritner eröffnete sein Werk über die 21. Dynastie der Dritten Zwischenzeit mit jenem Priesterstammbaum im Dach des Chonstempels zu Karnak, wobei er die Leistung von Yoyotte ausdrücklich hervorhob. Schneider forderte, dass die Abfolge der Könige Osorkon nunmehr „neu durchzunummerieren“ sei, was angesichts der umfangreichen Rezeption der Ergebnisse Yoyottes vollauf berechtigt ist.
Yoyotte widmete sich zeit seines Lebens zudem der Suche nach der versunkenen Stadt Thonis, welche er vom Beginn seiner Forschungen an mit der späteren, ebenfalls versunkenen Stadt Herakleion gleichsetzte. Durch Quellenstudien hatte er erkannt, dass sich die versunkene Stadt Thonis in der Mündung des Kanopus, etwa 70 km flussabwärts von Naukratis, befunden haben musste. Als ihn der Unterwasserarchäologe Franck Goddio für die 1996 begonnenen Ausgrabungen in der Bucht von Abukir um seine fachliche Expertise bat, sagte Yoyotte sofort zu. Anhand der Inschrift einer am 24. April 2001 geborgenen Stele aus dem Jahr 2 des Pharao Nektanebos I. (380–362 v. Chr.) gelang ihm die eindeutige Identifizierung der von Goddio in der Bucht entdeckten Stadt Thonis mit Herakleion. Die von Yoyotte herausgegebenen Ausstellungskataloge zu den von Montet entdeckten Kunstschätzen, sowie seine Beiträge zu den von Goddio entdeckten Artefakten und Kunstschätzen, zählen zu den schönsten und interessantesten der französischsprachigen Ägyptologie ihrer Zeit.

## Veröffentlichungen (Auswahl)
- mit Georges Posener, Serge Sauneron: Dictionnaire de la civilisation égyptienne: par Georges Posener, en collaboration avec Serge Sauneron et Jean Yoyotte. Hazan, Paris 1959.
  - deutsch: Knaurs Lexikon der ägyptischen Kultur. Knaur, München 1960.
- mit Serge Sauneron: La naissance du monde selon l’Égypte ancienne. In: La Naissance du Monde. Du Seuil, Paris 1959.
  - deutsch: Ägyptische Schöpfungsmythen. In: Mircea Eliade (Vorwort): Die Schöpfungsmythen. Benzinger, Zürich 1964 / Patmos, Düsseldorf 2002, ISBN 3-491-96063-0, S. 37–99.
- mit Maurice Babey: Les  trésors des pharaons. Les hautes époques - Le nouvel empire - Les basses époques. Skira, Genève 1968.
  - deutsch mit Renate Böschenstein-Schäfer: Die Kunstschätze der Pharaonen: Die Frühzeit; das Neue Reich; die Spätzeit. Skira, Genf 1968.
- mit Béatrice Abbo: Tanis l’or des pharaons. [Exposition] Paris, Galeries nationales du Grand Palais, 26 mars - 20 juillet 1987, Marseille, Centre de la Vieille Charité, 19 septembre - 30 novembre 1987. Association franc̣aise d'action artistique, Paris 1987, ISBN 2-86545-057-0.
- mit Pascal Vernus: Dictionnaire des pharaons. Éditions Noêsis, Paris 1992, ISBN 2-911606-08-6.
- mit Pascal Vernus: Bestiaire des pharaons. Agnès Viénot Éditions / Éditions Perrin, Paris 2005, ISBN 2-262-02233-X.
- mit Camille Montet-Beaucour: Pierre Montet, Lettres de Tanis, 1939-1940: La découverte des trésors royaux. Éditions du Rocher, Monaco 1998, ISBN 2-268-02884-4.